# NGC 909
NGC 909 je eliptická galaxie v souhvězdí Andromedy. Její zdánlivá jasnost je 13,7 m a úhlová velikost 0,9′ × 0,9′. Je vzdálená 228 milionů světelných let, průměr má 60 000 světelných let. Galaxii objevil 30. října 1878 Édouard Stephan.